# کمپین یورک‌تاون
کمپین یورک‌تاون (انگلیسی: Yorktown campaign) یا کمپین ویرجینیا در سال ۱۷۸۱. عنوان یک سری از مانورهای نظامی در زمان جنگ انقلاب آمریکا است که در اوج خود به محاصره یورک‌تاون انجامید، نتیجهٔ بدست آمده از این کمپین تسلیم نیروی زمینی بریتانیا و نیروی کلی چارلز کورن‌والیس می‌باشد. این کمپین یک رویداد بسیار مهم در جنگ‌های انقلاب بود چرا که منجر به آغاز جدی مذاکرات صلح نهایی و پایان جنگ گردید. عمده نیروهای درگیر در این کمپین نیروی دریایی از بریتانیا و فرانسه و همچنین نیروی زمینی از ایالات متحده آمریکا بود.